# Larry Fuller
Larry Fuller (* 14. Juli 1965 in Toledo) ist ein US-amerikanischer Jazz-Pianist (Mainstream Jazz).

## Leben und Wirken
Fuller wuchs in Toledo (Ohio) auf und erhielt in jungen Jahren Unterstützung im Jazz vom Saxophonisten Floyd „Candy“ Johnson und trat regelmäßig im Mittleren Westen (Ann Arbor, Detroit) auf. 1988 bis 1993 war er als Pianist und musikalischer Leiter Begleiter von Ernestine Anderson und zog nach Seattle. Ab 1994 war er im Jeff Hamilton Trio und ab 2000 war er im Trio von Ray Brown (und damit dessen letzter Pianist im Trio bis zu dessen Tod 2002). Beim Übergang von Jeff Hamilton zu Ray Brown erschien ein Album unter eigenem Namen (Easy Walker, bei Pony Boy Records) mit Jeff Hamilton und Ray Brown im Trio. 2005 bis 2013 spielte er im Quartett des Gitarristen John Pizzarelli und 2013 gründete er ein eigenes Trio. 2014 erschien sein Album Larry Fuller (Capri, mit Hassan Shakur am Bass, Gregory Hutchinson Schlagzeug), gefolgt von Overjoyed (2019, mit Hassan Shakur und Lewis Nash). Fuller lebt in New York.
Er spielte neben den Erwähnten auch unter anderem mit  Sweets Edison, Stanley Turrentine, Phil Woods, Clark Terry, Herb Ellis, Marlena Shaw, Kevin Mahogany, John Clayton, John Heard, Benny Golson, Bucky Pizzarelli  (Family Fugue), Emily Remler, Jimmy Witherspoon, Eddie Harris, Anita O’Day, Steve Allen, Regina Carter, Nicholas Payton, John Legend.